# Jaén
Jaén,  aport. como Jaém ou Xaém (em castelhano: Jaén) é um município da Espanha na província de homónima, comunidade autónoma da Andaluzia, situado junto à serra de Cazorla. Tem 424,3 km² de área e em 2021111932 tinha 111 932 habitantes (densidade: 263,8 hab./km²).
Era conhecida como Oringis no período romano.[carece de fontes?]

## Toponímia
João de Barros escreve o seguinte:
Jaem - cidade em Terragona, chamava-se Xerez como Aretro diz, mas Siculo e outros lhe chamam Monteza, e os mouros lhe puseram este nome porque Jaem em árabe quer dizer "abundância de riquezas".

## Demografia
| Variação demográfica do município entre 1991 e 2005 | Variação demográfica do município entre 1991 e 2005 | Variação demográfica do município entre 1991 e 2005 | Variação demográfica do município entre 1991 e 2005 |
| --------------------------------------------------- | --------------------------------------------------- | --------------------------------------------------- | --------------------------------------------------- |
| 1991                                                | 1996                                                | 2001                                                | 2005                                                |
| 103 260                                             | 104 776                                             | 112 590                                             | 117 540                                             |

## Património
- Catedral de Jaén
- Banhos árabes
- Castelo de Santa Catalina
- Arco de S. Lorenzo
- Ópido Ibérica de Puente-Tablas
- Capela de S. Andrés
- Basílica de S. Ildefonso
- Museu Provincial
- Museu Internacional de arte Naif
- Museu de artes e costumes populares